# Marinci
Marinci är en ort i Kroatien.   Den ligger i länet Srijem, i den östra delen av landet, 230 km öster om huvudstaden Zagreb. Marinci ligger 87 meter över havet och antalet invånare är 796.
Terrängen runt Marinci är mycket platt. Runt Marinci är det ganska glesbefolkat, med 39 invånare per kvadratkilometer. Närmaste större samhälle är Vinkovci, 9,4 km sydväst om Marinci. Trakten runt Marinci består till största delen av jordbruksmark.